# Caloplaca paulii
Caloplaca paulii är en lavart som beskrevs av Josef Poelt. Caloplaca paulii ingår i släktet orangelavar, och familjen Teloschistaceae. Arten är reproducerande i Sverige.